# Michèle Fournier-Armand
Pour les articles homonymes, voir Fournier.
Michèle Fournier-Armand, née le 28 juillet 1946 à Avignon (Vaucluse), est une femme politique française. Elle est élue députée lors des législatives de 2012 dans la 1re circonscription de Vaucluse.

## Biographie
Conseillère municipale PS d'Avignon de 1989 à 1995, elle préside l'Office hlm de la Ville. 
Elle est en 1998 la première femme à être élue au Conseil général de Vaucluse depuis l'élection de ses membres en 1833 (vice-présidente du département jusqu'en 2015), mais seulement la troisième à être élue consécutivement députée dans la 1re circonscription (après Marie-Josée Roig 1993-1997 et 2002-2012 et Élisabeth Guigou 1997-2002) depuis 1993. 
Candidate malheureuse du PS aux élections municipales d'Avignon en mars 2008, elle échoue de 600 voix à ravir la ville à l'UMP, ce que fera, avec son soutien, la socialiste Cécile Helle en 2014.
Elle est également présidente de l'office HLM départemental Mistral Habitat de 2001 à 2015.
Elle renonce à se présenter aux élections municipales de 2014 et soutient la candidature de la socialiste Cécile Helle. Après 3 mandats de conseillère générale du canton d'Avignon-Sud, elle décide de ne pas se présenter aux élections départementales de 2015 (Canton Avignon 1). En 2016, elle annonce qu'elle ne se représentera pas aux élections législatives de 2017.
En février 2017, la presse révèle qu'une enquête a été ouverte au sujet d'une salariée qui aurait été collaboratrice parlementaire de Michèle Fournier-Armand malgré son arrêt maladie depuis deux ans.

## Détail des fonctions et des mandats
Mandats locaux
- 1989-1995 et de 2001-2012 : conseillère municipale d'Avignon
- 1998-2015 : conseillère générale du canton d'Avignon-Sud et vice-présidente du conseil général de Vaucluse depuis 2001[2]

Mandat parlementaire
- 20 juin 2012 - 20 juin 2017 : députée de la 1re circonscription de Vaucluse.